# Armando Tito Larrea
Armando Tito Larrea (Guaranda, Ecuador; 11 de mayo de 1943-28 de julio de 2024) fue un futbolista ecuatoriano, considerado como uno de los mejores punteros izquierdos de la historia del Ecuador.

## Como jugador
Jugó muchos años de su carrera en el club Liga de Quito y terminó su carrera en U. Católica. Reforzó al Everest en la Copa Libertadores de 1963.

## Selección nacional
Fue internacional con la selección de fútbol de Ecuador en 10 oportunidades. Es muy famoso el gol que le anularon en la eliminatoria para el Mundial de Fútbol de Inglaterra 1966 contra Chile.

### Participaciones internacionales
- Copa América 1963

## Clubes
| Club                 | País    | Año       |
| -------------------- | ------- | --------- |
| Liga de Quito        | Ecuador | 1960-1962 |
| CD Everest           | Ecuador | 1963      |
| Liga de Quito        | Ecuador | 1964      |
| Deportivo Quito      | Ecuador | 1965      |
| Liga de Quito        | Ecuador | 1966-1970 |
| Universidad Católica | Ecuador | 1971-1974 |

## Palmarés

### Campeonatos provinciales
| Título                             | Club          | País    | Año  |
| ---------------------------------- | ------------- | ------- | ---- |
| Campeonato Profesional Interandino | Liga de Quito | Ecuador | 1960 |
| Campeonato Profesional Interandino | Liga de Quito | Ecuador | 1961 |
| Campeonato Profesional Interandino | Liga de Quito | Ecuador | 1966 |
| Campeonato Profesional Interandino | Liga de Quito | Ecuador | 1967 |

### Campeonatos nacionales
| Título                 | Club          | País    | Año  |
| ---------------------- | ------------- | ------- | ---- |
| Campeonato Ecuatoriano | Liga de Quito | Ecuador | 1969 |